# Horace Vernet
Horace Vernet (ur. 30 czerwca 1789 w Paryżu, zm. 17 stycznia 1863 tamże) – francuski malarz i grafik.

## Życiorys
Syn Antoine’a Charles’a Horace’a Verneta. Studiował pod okiem swego ojca i Jean-Michela Moreau.

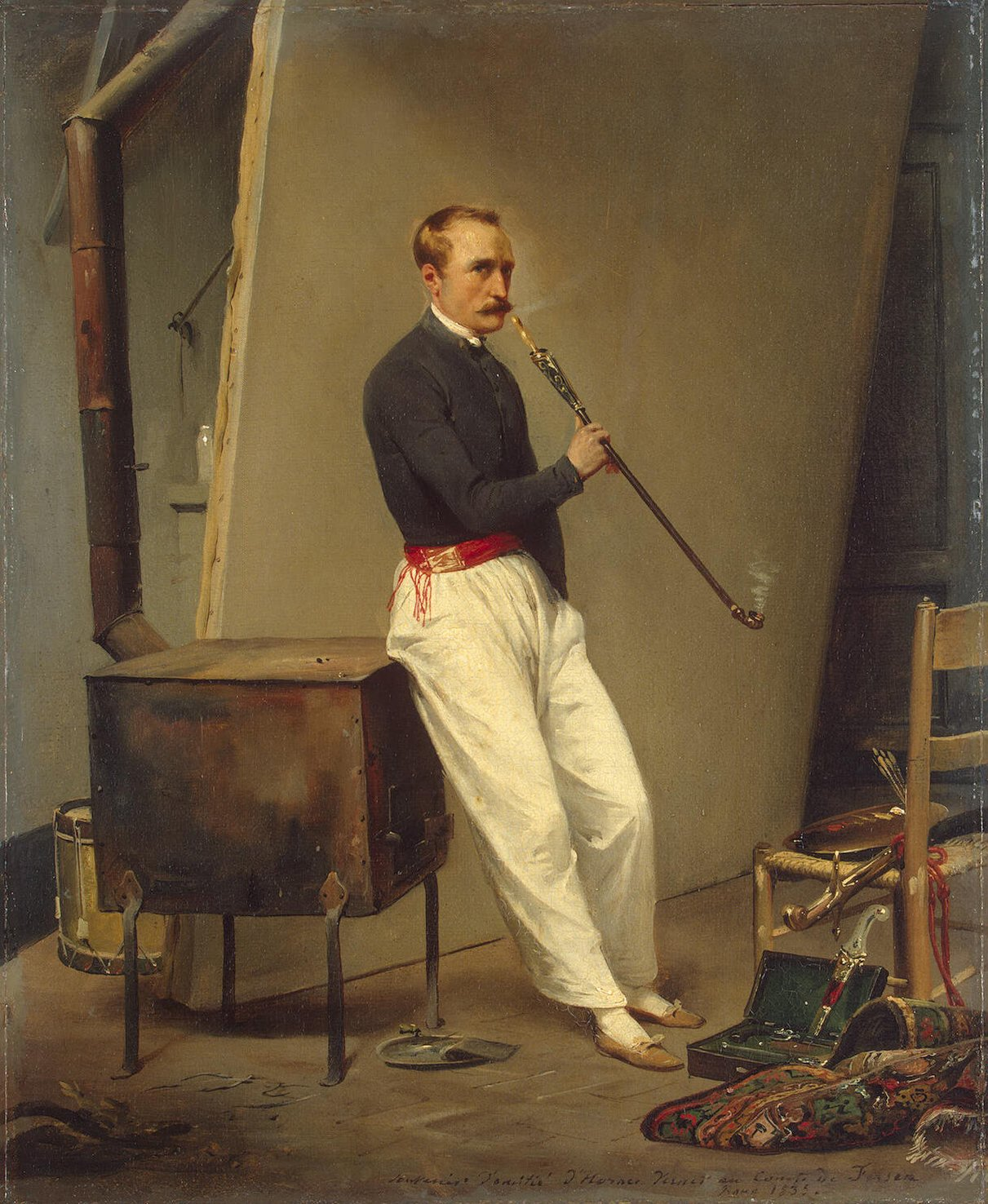
Autoportret z paletą

Przeciwstawił klasycyzmowi Davida swój naturalizm. Malował wielkie bitwy napoleońskie, liczne obrazy historyczne, sceny wojskowe, batalistyczne, myśliwskie i portrety. W 1829 został dyrektorem Akademii Francuskiej w Rzymie. Wykonał też liczne litografie i drzeworyty, ilustrujące książkę L. de l’Ardèche’a Historia Napoleona (1839).
W swej szkole w Rzymie wykształcił wielu polskich artystów, w tym Januarego Suchodolskiego i Józefa Brodowskiego. Był ojcem chrzestnym Wojciecha Kossaka.
W 1825 został Ofierem Legii Honorowej. W 1842 odznaczony został cywilnym Pour le Mérite za Naukę i Sztukę
Zmarł w Paryżu i został pochowany na Cmentarzu Montmartre w Paryżu.

## Ważniejsze prace
- cykl Cztery sceny bitewne (National Gallery w Londynie):

Bitwa pod Jemappes,
Bitwa pod Montmirail,
Bitwa pod Hanau,
Bitwa pod Valmy,
- Bitwa pod Isly,
- Bitwa pod Jeną,
- Bitwa pod Somosierrą, Muzeum Narodowe w Warszawie
- Bitwa pod Wagram,

- Ksiądz błogosławiący żołnierzy, Muzeum Narodowe w Warszawie
- Studium męskiej głowy, Muzeum Narodowe w Warszawie
- Śmierć księcia Józefa Poniatowskiego,
- Targ niewolników,
- Żołnierz spod Waterloo,
- Wincenty Krasiński w wąwozie (1816),
- La Barrière de Clichy (1820), Luwr, Paryż
- Mazepa (1826),
- Polski Prometeusz (1831), Biblioteka Polska w Paryżu
- Włoscy bandyci zaskoczeni przez papieskie wojska (1831), Walters Art Museum, Baltimore
- Ballada o Lenorze (1839),
- Juda i Tamar (1840), Wallace Collection, Londyn
- portrety Napoleona I, Napoleona III i innych.

Obrazy Verneta
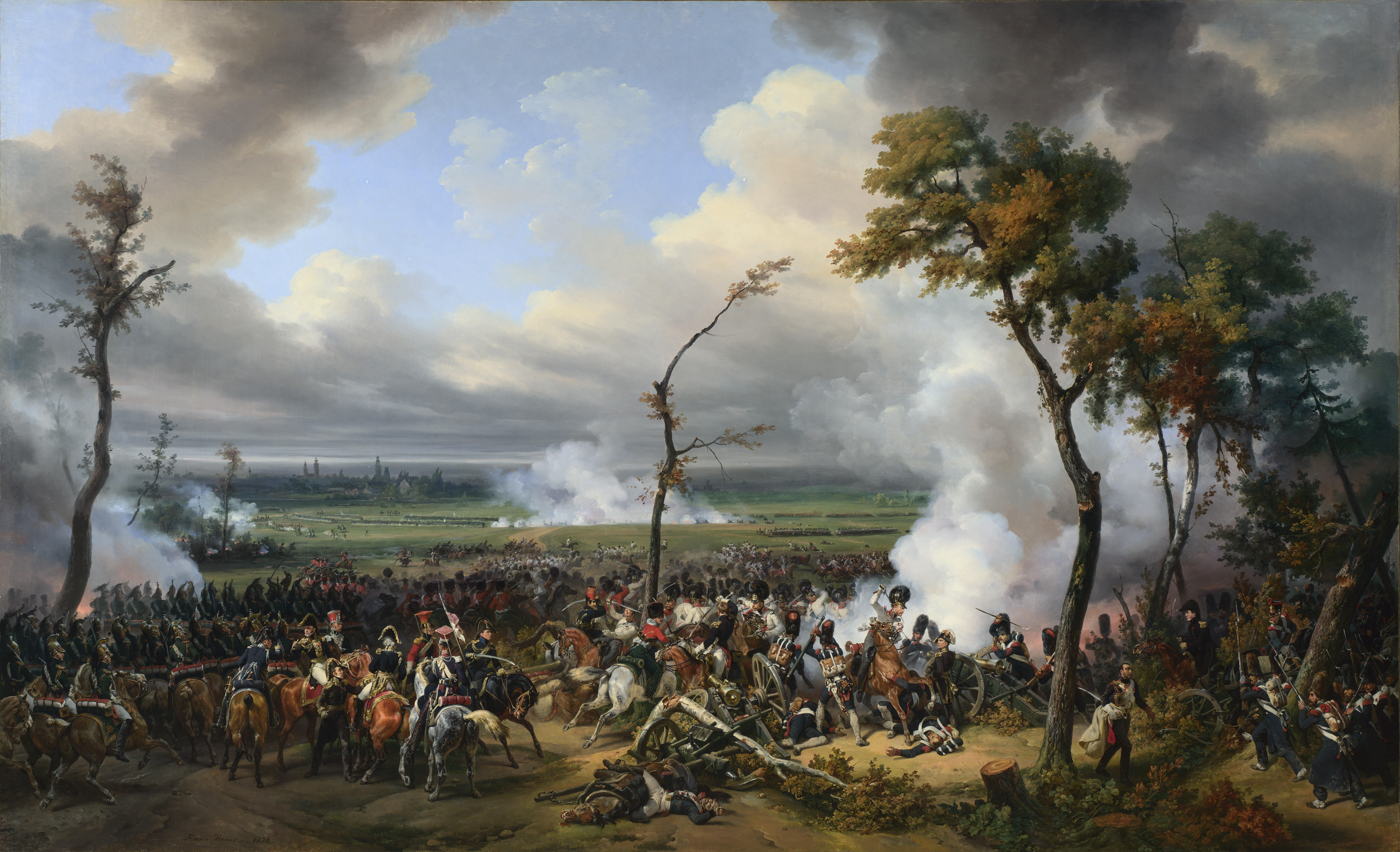
Bitwa pod Hanau, National Gallery w Londynie
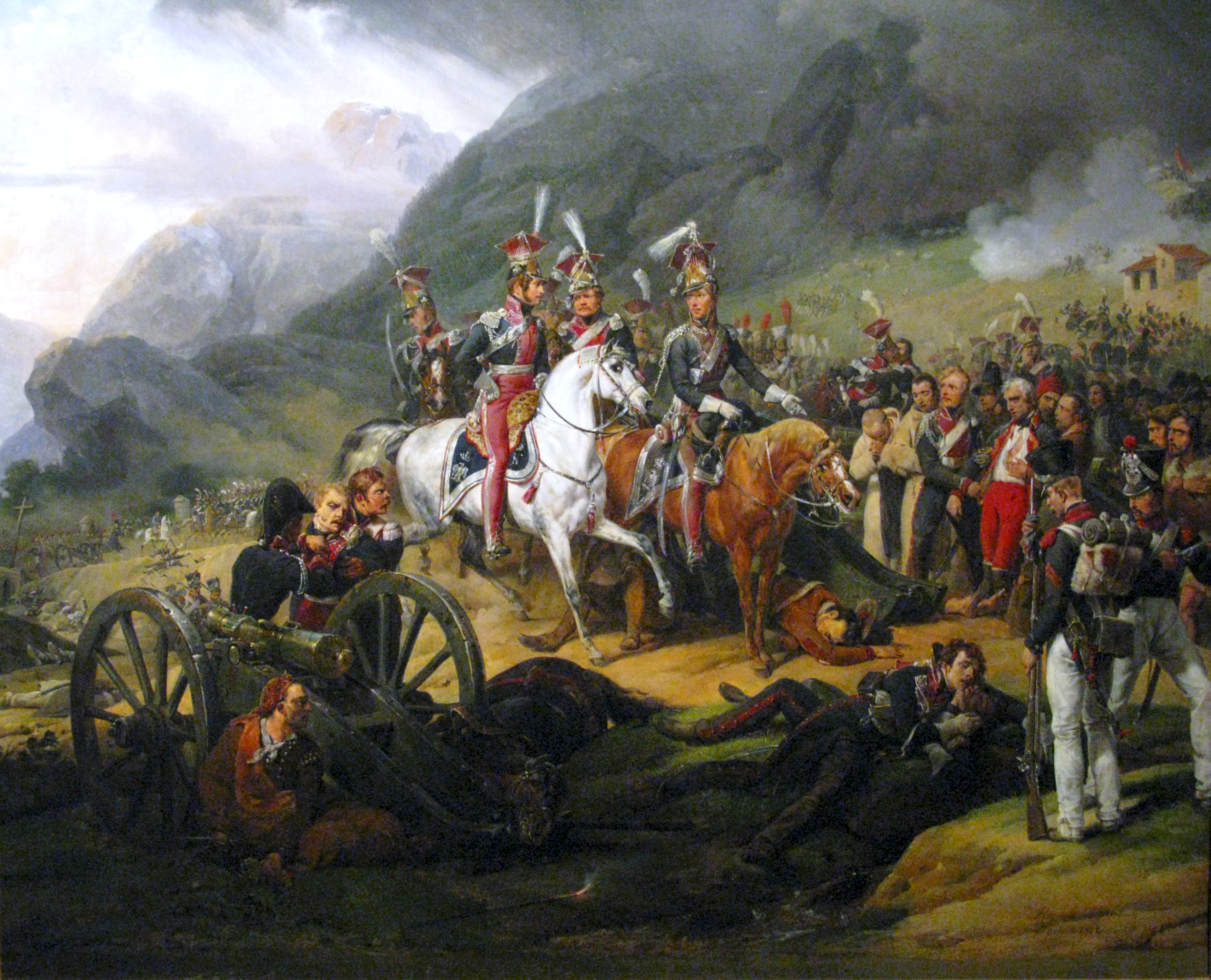
Bitwa pod Somosierrą, Muzeum Narodowe w Warszawie
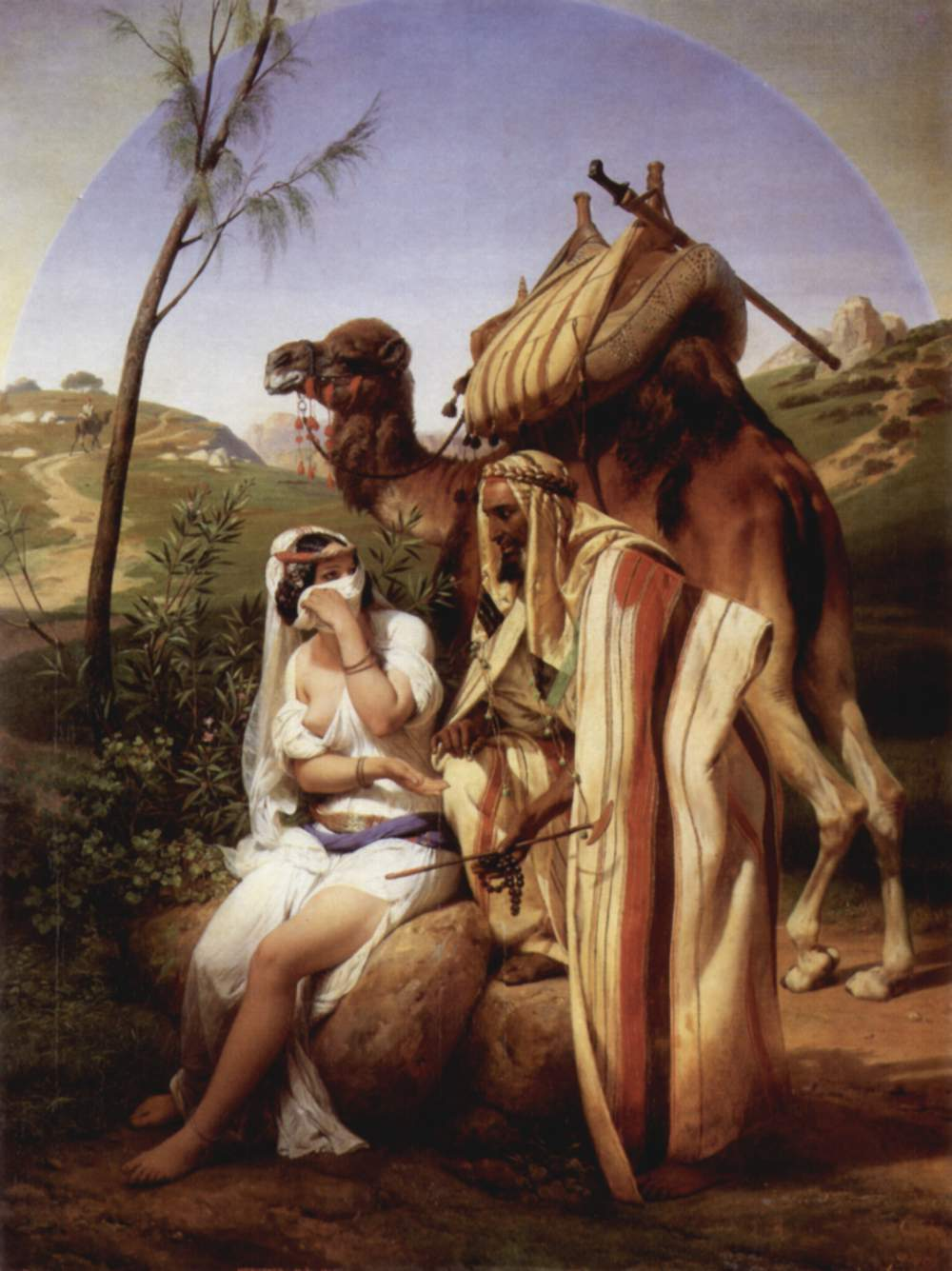
Juda i Tamar (1840), Wallace Collection, Londyn
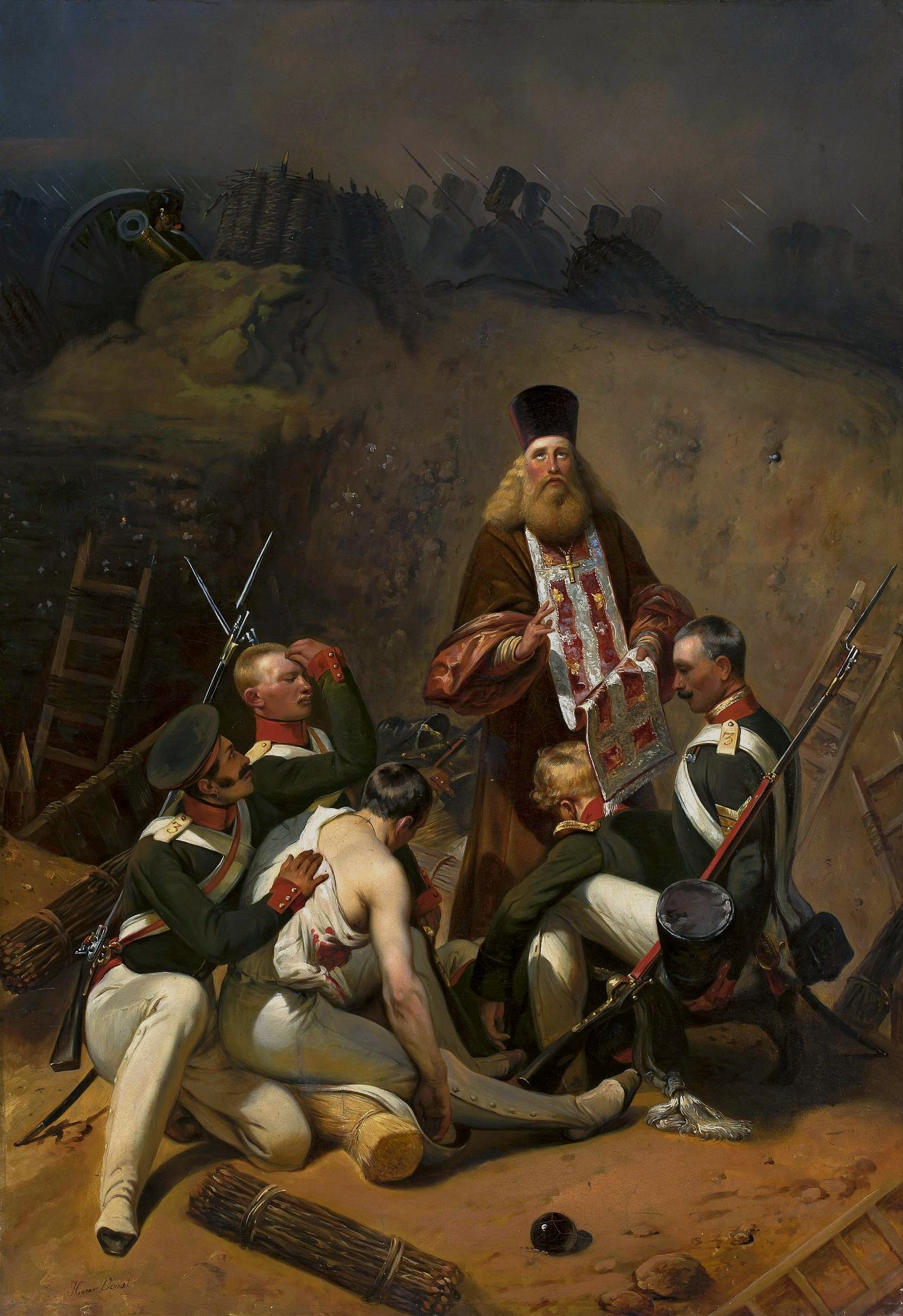
Ksiądz błogosławiący żołnierzy, Muzeum Narodowe w Warszawie
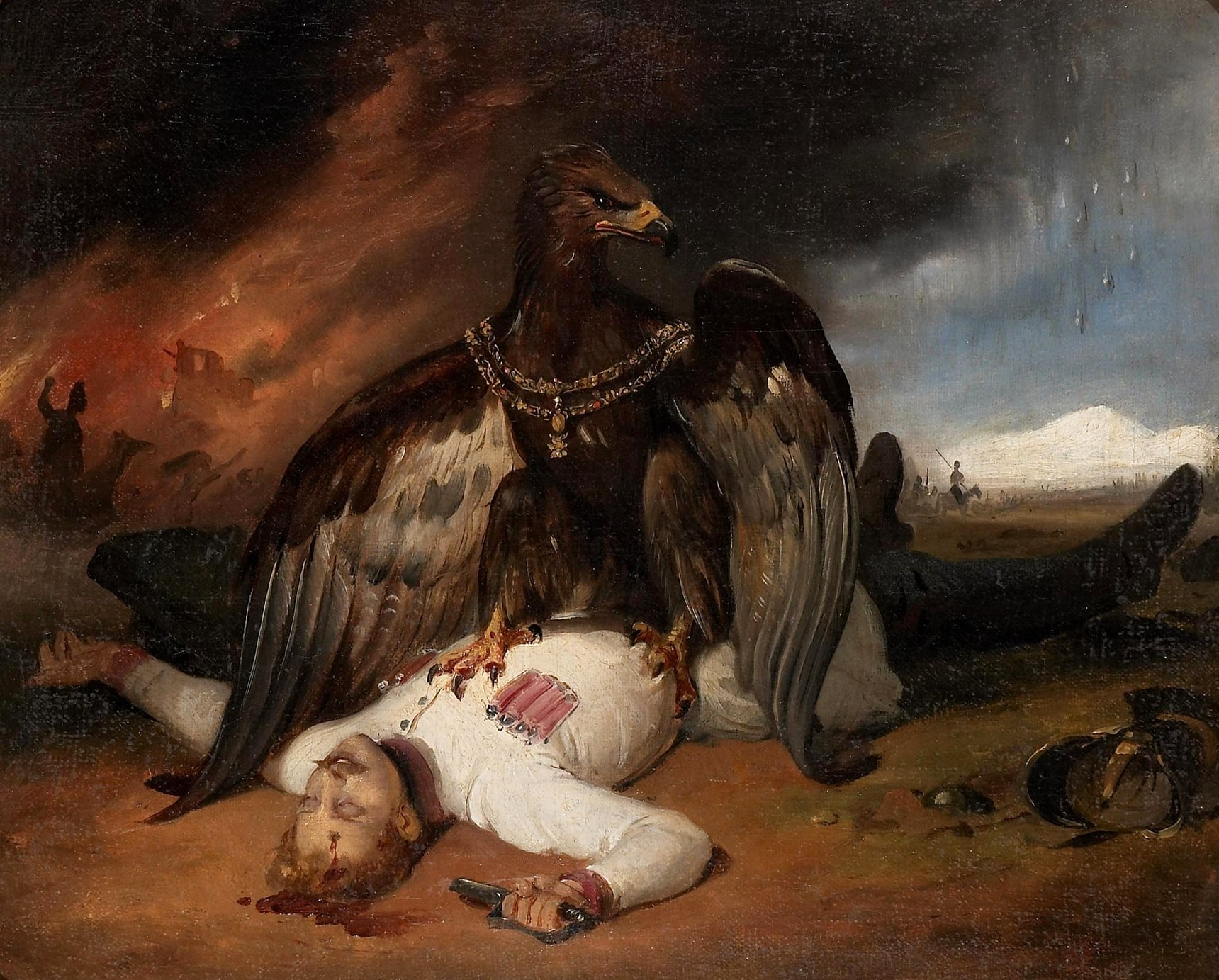
Polski Prometeusz (1831), Biblioteka Polska w Paryżu
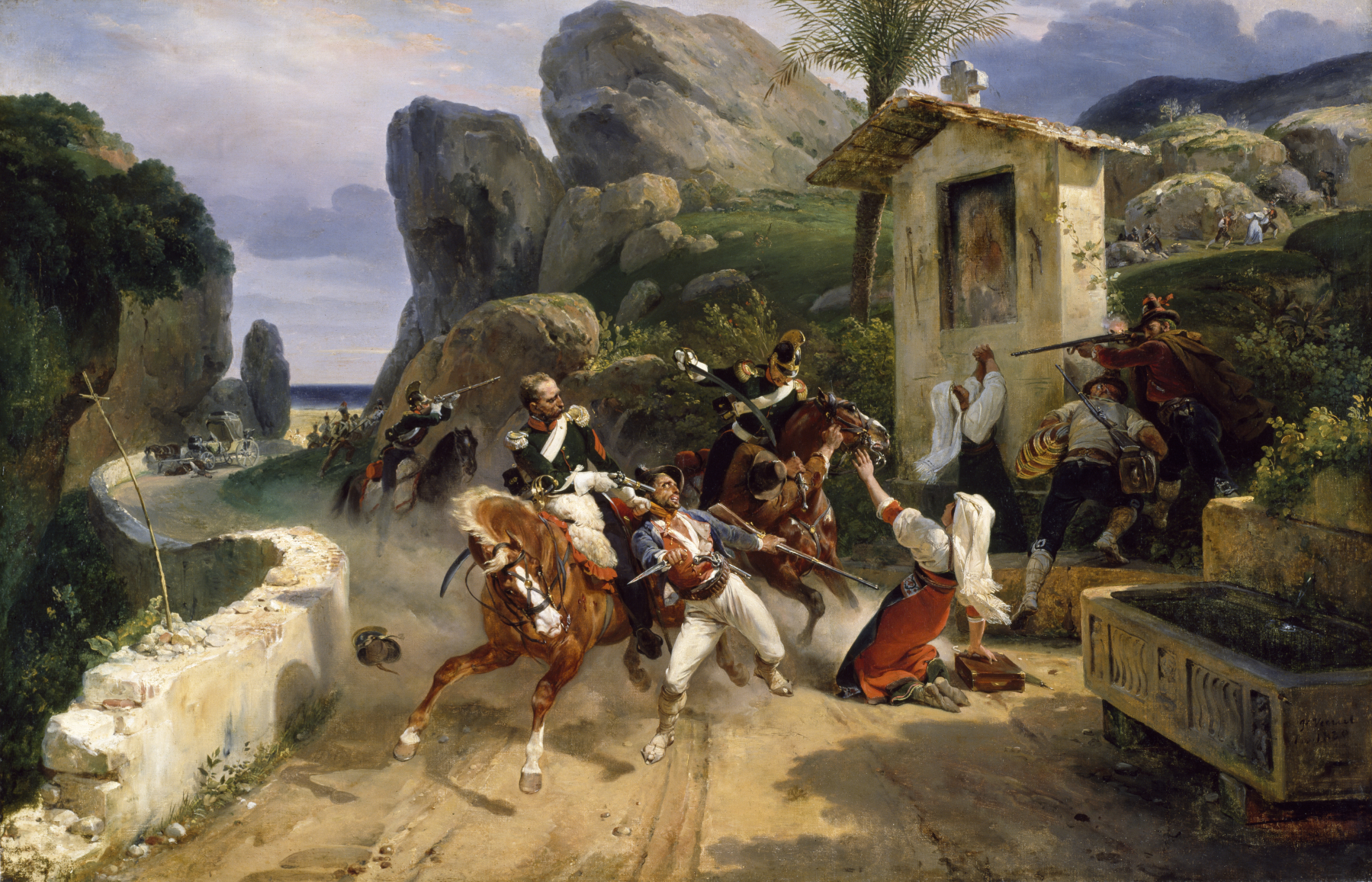
Włoscy bandyci zaskoczeni przez papieskie wojska (1831), Walters Art Museum, Baltimore